# Disphragis puseyae
Disphragis puseyae is een vlinder uit de familie van de tandvlinders (Notodontidae). De wetenschappelijke naam van de soort is voor het eerst geldig gepubliceerd in 1908 door Harrison Gray Dyar.